# Felinus Sandeus

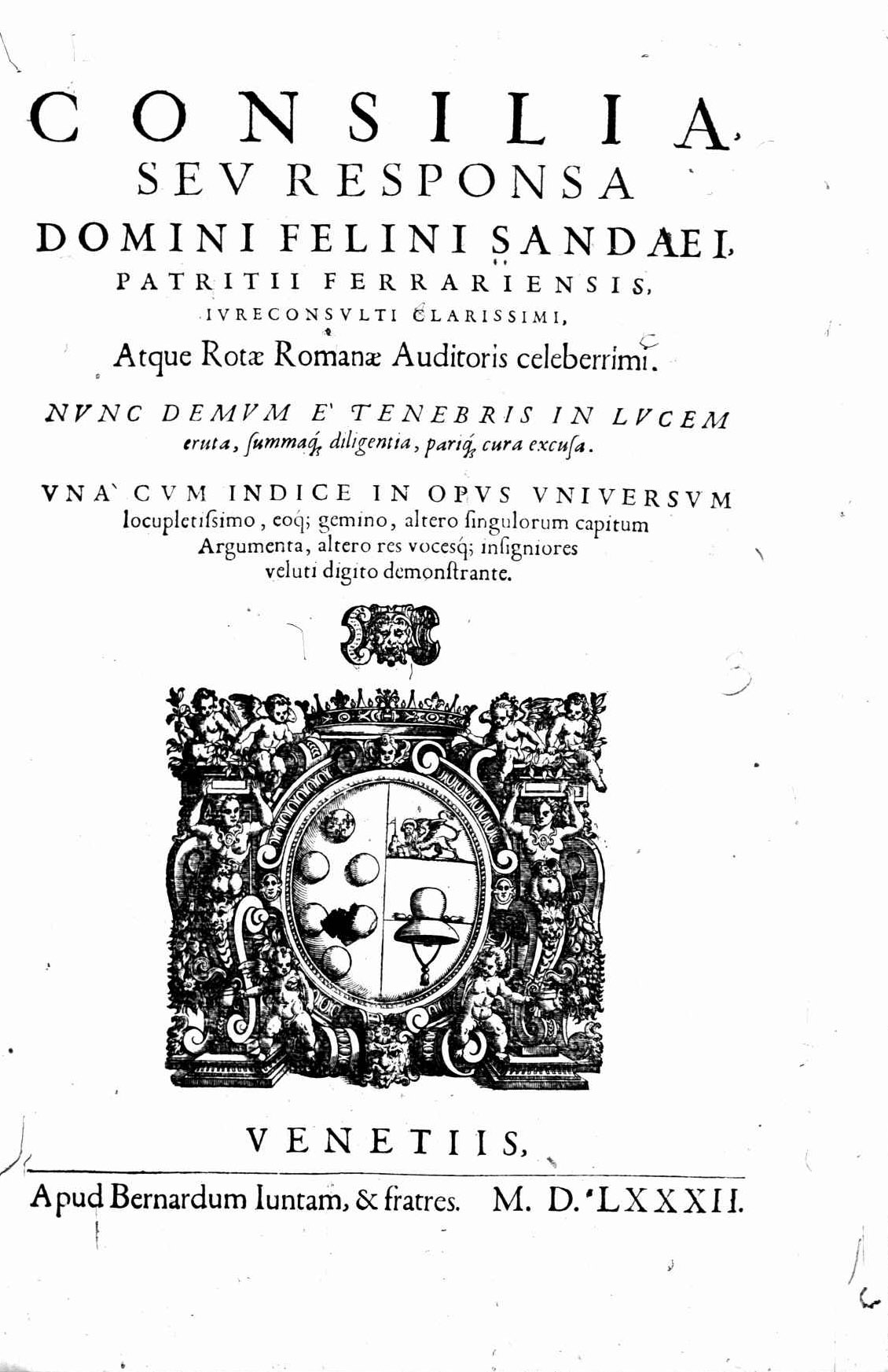
Consilia, 1582.

Felinus Maria Sandeus (italienisch Felino Maria Sandeo) (* 1444 in Felino; † 1503 in Rom, Kirchenstaat) war ein mittelalterlicher Kirchenjurist und Bischof von Lucca.

## Leben
Sandeus wurde 1444 in Felino in der Nähe von Reggio geboren. Seine Familie stammt aus Ferrara. Er wurde im Jahr 1466 an der Universität Ferrara Lehrer für kanonisches Recht. Einige Jahre später, im Jahr 1474, wurde er zum Professor für römisches Recht in Pisa ernannt.
Im Jahr 1486 wurde er als Auditor an die römische Rota berufen. Im Anschluss wurde er am 4. Mai 1495 zum Bischof von Penne-Atri (heute Erzbistum Pescara-Penne) und im selben Jahr zum Bischofskoadjutor von Lucca. Bischof von Lucca wurde er im Jahr 1499.
Sandeus starb 1503 in Rom. Seine Bibliothek wurde als Bibliotheca Feliniana zu einem Teil der episkopalen Bibliothek von Lucca. Im Jahr 2016 enthielt sie noch unpublizierte Werke. Nach einigen Berichten starb er im Oktober, nach einigen anderen am 6. September.
Eines der bekanntesten Werke von Sandeus ist De regibus Siciliae et Apuliae epitome, eine Skizzierung der Lage des südlichen Italiens während der Zeit von Justinian I. Geschrieben wurde es während der Streitigkeiten des Heiligen Stuhls mit Ferdinand I. von Neapel und Karl VIII. von Frankreich um die Rechte des Papstes in Fragen der sizilianischen Monarchie. Einige seiner anderen Werke sind Commentaria in varios titulos libri I, II, IV, et V Decretalium, welches in Mailand häufiger veröffentlicht wurde, aber auch in Basel und Lyon zu finden ist, sowie Sermo de indulgentia, Repetitiones und Consilia. Zwar wird ihm eine gute Kompilationstätigkeit bescheinigt, aber auch eine fehlende Originalität kritisiert.